# Stadionul Moldova (Speia)
Stadionul Moldova este un stadion de fotbal din Speia, Anenii Noi, Republica Moldova. În prezent el este stadionul de casă al echipei Dacia Chișinău. De-a lungul timpului pe stadionul Moldova și-a disputat meciurile de acasă și Echipa națională de fotbal a Republicii Moldova. Stadionul Moldova are o capacitate de 8550 de locuri din care doar 3350 sunt pe scaune.